# 1932 Янський
1932 Янський (1932 Jansky) — астероїд головного поясу, відкритий 26 жовтня 1971 року чехословацьким астрономом Любошем Когоутеком. Названо на честь американського фізика й радіоінженера, основоположника радіоастрономії Карла Янського.
Тіссеранів параметр щодо Юпітера — 3,526.